# 崂山郊区
崂山郊区，旧区名。1953年由青岛市崂山办事处改置，治今山东省青岛市李沧区李村镇。1961年撤销，改设崂山县。 

## 概况
1953年6月16日，经中央人民政府政务院批准，崂山办事处改为青岛市崂山郊区人民政府，下辖流亭、夏庄、惜福镇、崂东、崂西、乌衣巷、李村、楼山8个区，撤销原浮山区，原浮山区所辖午山村、朱家洼、金家岭、石老人、山东头划归崂西区，保儿、双山、河马石、北村、浮山后、小埠东划归李村区，浮山所、田家村、错埠岭、洪山坡、徐家村、大尧村、逍遥村、辛家庄、王家麦岛、徐家麦岛、大麦岛划归青岛市市南区。
崂山郊区人民政府置区长1人、副区长4人，下设秘书室、民政科、农业科、文教科、工商科、水产科、卫生科、房产科、统计科、粮食局、财委会、监委会、检察署、武装部、银行和招待所。各科局设正、副职，科员，办事员。1955年12月，崂山郊区人民政府更名为崂山郊区人民委员会。
1956年1月，将原属青岛市市南区的徐家村、大尧村、通遥村、辛家庄、王家麦岛、徐家麦岛、大麦岛分别划属李村区和崂西区。同年7月，下辖各区撤销，改为32个大乡，其中崂山郊区人委会直辖书院、金院、惜福镇、傅家埠、夏庄、营里、华阴、源头、孙家、北宅、鸿园、南宅、沙子口、汉河、登瀛、午山、流亭、女姑、双埠、枣园、王埠、下河、李村、张村、河西、中韩、浮西27个乡，保留崂东区作为郊区人委的派出机构，代管王哥庄、山何、台上、返岭、山海5个乡。
1958年9月，辛家庄、逍遥村、大尧村、徐家村划归市南区，所属32个乡组建成李村、惜福镇、王哥庄、夏庄、仙家寨、北宅、中韩、沙子口8处人民公社。1961年3月，棘洪滩、城阳、马哥庄、河套、红岛5处人民公社由即墨县划归崂山郊区。同年9月16日，经国务院批准，将小管岛划归即墨县。崂山郊区人民委员会将下属的各科室分别改为各局和委员会，即人委办公室、工业基建局、财政局、文教卫生局、工商联、计划委员会、商业局、水产局、农林局、粮食局、人事科、民政局、科学技术委员会、人民银行。
1961年10月，改设崂山县。